# منتخب سنغافورة لكرة الأرض للرجال
منتخب سنغافورة الوطني لكرة الأرض للرجال (بالإنجليزية: Singapore men's national floorball team)‏ هو ممثل سنغافورة الرسمي في المنافسات الدولية في كرة الأرض .